# Frankton, Warwickshire
Frankton är en ort och civil parish i Storbritannien.   Den ligger i grevskapet Warwickshire och riksdelen England, i den södra delen av landet, 120 km nordväst om huvudstaden London. Frankton ligger 107 meter över havet och antalet invånare är 344.
Terrängen runt Frankton är platt. Runt Frankton är det ganska tätbefolkat, med 116 invånare per kvadratkilometer. Närmaste större samhälle är Coventry, 12,6 km nordväst om Frankton. Trakten runt Frankton består till största delen av jordbruksmark.